# Lee Ann Womack
Lee Ann Womack (Jacksonville (Texas), 19 augustus 1966) is een Amerikaanse countryzangeres en professioneel songwriter die in 1997 doorbrak met haar debuutalbum Lee Ann Womack.

## Biografie

### Jonge jaren
Als dochter van een parttime dj bij lokale radiostations raakte Womack al op jonge leeftijd bekend met muziek. Ze ging regelmatig met haar vader mee naar zijn werk en bemoeide zich dan ook met het uitkiezen van de platen. Vooral countryzangers Bob Wills, Glenn Campbell en Ray Price waren favoriet bij haar. Ook thuis luisterde ze veel naar de radio. Favoriet waren Glenn Campbell, Ray Price, Vern Gosdin, Loretta Lynn en Dolly Parton. Als de wind de goede kant op stond luisterde ze naar geluid dat vanuit de Grand Ole Opry kwam.
Nadat zij de high school doorlopen had, ging ze op 17-jarige leeftijd naar het South Plains Junior College in Levelland, Texas. Dit was een van Amerika's eerste scholen waar je ook een graad in country- en bluegrassmuziek kon halen. Al vrij snel werd Womack lid van de schoolband, Country Caravan. Met de band reisde ze door het zuiden en Californië tot ze South Plains verliet om muziek te gaan studeren op de Belmont Universiteit van Nashville. Dit leidde tot een stage bij de afdeling artist & repertoir van platenlabel MCA Records.

### Start carrière
In 1990 had zij zich gevestigd in Nashville en trouwde ze met zanger/songwriter Jason Sellers, met wie ze in 1991 dochter Aubrie Lee kreeg. Omdat Sellers veel op tournee was, zat Womack vaak alleen thuis met haar dochter. Op een gegeven moment besloot ze dat ze wat met haar carrière moest doen. Naast haar opleiding schreef Womack ook nummers. Deze zong ze in op demo's en ging hiermee langs Music Row, een gebied in Nashville waar tal van maatschappijen zaten die te maken hadden met de muziek. Aangezien ze geen geld had voor een oppas, nam ze Aubrie steeds mee. Iedereen vertelde haar dat ze nooit een carrière zou krijgen nu ze moeder was, dit motiveerde haar echter extra om te laten zien dat zij haar droom wel waar zou maken. Een paar jaar later bracht ze de door haar ingezongen demo's ook op speciale "showcase" concerten ten gehore. Op een van deze concerten werd ze gespot door Tree Publishing en in 1995 kreeg ze een contract aan geboden nadat het bedrijf een van haar originele demo's had gehoord. In dienst van Tree schreef ze nummers met Ed Hill, Bill Anderson, Sam Hogin en Mark Wright. Haar nummers werden opgenomen door countryzangers Bill Anderson en Ricky Skaggs.

### Womack als zangeres
Binnen een jaar na haar contract met Tree Publishing tekende Womack een contract bij Decca Records, onderdeel van MCA als zangeres. Mark Wright werd ingehuurd als producer voor Womacks debuutalbum. De nummers voor dit album werden een combinatie van origineel materiaal van Womack zelf en creaties van songwriters. In mei 1997 werd het album Lee Ann Womack uitgebracht. Met het nummer Never Again. Again scoorde Womack een bescheiden hit, het nummer bereikte de 23ste plek in de Hot Country Singles & Tracks. De single The Fool werd echter wel een grote hit en bezorgde Womack een positie op de tweede plaats in de hitlijst, evenals de single You've Got to Talk to Me. Al snel stond het album op de negende plek van de country charten later werd het platinum.
Een jaar later kwam haar tweede album uit, Some Things I Know, waarmee Womack de poprichting van de countrymuziek op was gegaan. De nummers A Little Past Little Rock en I'll Think of a Reason Later werden Womacks derde en vierde nummer 2-hit in de Hot Country Singles & Tracks en verschenen ook in de Billboard top 200 op de respectievelijk 43ste en 38ste plaats. Het album zelf bereikte een twintigste positie in de Top Country Albums en werd goud. Inmiddels was haar huwelijk met Jason Sellers geëindigd en had ze Frank Lidell ontmoet met wie ze in 1999 dochter Anne Lise kreeg. Op 6 november dat jaar trouwden ze.
In de zomer van 2000 volgde haar derde album, getiteld I Hope You Dance waarvan meer dan drie miljoen exemplaren over de toonbank gingen. De titelsong van deze cd werd haar grootste hit tot heden. In de clip ervan speelden ook haar dochters een rol. De single heeft 5 weken op de eerste positie van de countryhitlijst gestaan en verscheen daarna op de eerste plaats in de Adult Contemporary Chart. Ook in andere hitlijsten stond het in de bovenste regionen. Het nummer Does My Ring Burn Your Finger werd door USA Today uitgeroepen tot lied van het jaar. Het album bereikte de eerste positie van de Top Country Albums, de negende plek in de Top Internet Albums en kwam op nummer zestien van de The Billboard 200. De titelsong won een Grammy Award in de categorie van beste countrynummer.
Twee jaar later kwam het album Something Worth Leaving Behind uit waarmee zij zich definitief in de top van de countrywereld vestigde. Het album bereikte de tweede plaats in de Top Country Albums en een 16de plek in zowel de Top Internet Albums als The Billboard 200. Het nummer Mendocino County Line dat ze samen met Willie Nelson uitvoerde won de prijs voor Vocal event of the year op de Country Music Association. Dit nummer verscheen enkel op de Engelse versie van het album. Aan het eind van dat jaar kwam ook Womacks vijfde album, The Seasons for Romance, uit.
Begin 2003 had Womack een gastoptreden in de politieserie The District, waarin zij de met de dood bedreigde countryster Haylie Adams speelde. In 2005 kwam haar meest recente album uit, There's More Where That Came From. Dit bereikte een derde plek in de Top Country Albums en een 12de in The Billboard 200. In de zomer van 2006 kondigde Womack aan dat er een nieuw album aankwam, getiteld Finding My Way Back Home. Dit heeft zij echter uitgesteld tot 2007 omdat ze meer nummers had gevonden die ze voor het album op wilde nemen.

## Nominaties en prijzen
Hieronder staan de nominaties en prijzen die Womack in haar carrière heeft gewonnen. Goud gearceerde prijzen heeft zij ook gewonnen, voor de overige prijzen is ze genomineerd.
| Academy of Country Music Awards | Academy of Country Music Awards   | Academy of Country Music Awards                           | Academy of Country Music Awards |
| ------------------------------- | --------------------------------- | --------------------------------------------------------- | ------------------------------- |
| Jaar                            | Album                             | Lied                                                      | Categorie                       |
| 1997                            | -                                 | -                                                         | Top New Female Vocalist         |
| 2000                            | -                                 | I Hope You Dance (met Sons of the Desert)                 | Song of the Year                |
| 2000                            | -                                 | I Hope You Dance (met Sons of the Desert)                 | Single of the Year              |
| 2000                            | -                                 | I Hope You Dance (met Sons of the Desert)                 | Vocal Event of the Year         |
| 2002                            | -                                 | -                                                         | Top Female Vocalist             |
| 2002                            | -                                 | Mendocino County Line (met Willie Nelson)                 | Vocal Event of the Year         |
| 2003                            | -                                 | -                                                         | Top Female Vocalist             |
| 2005                            | -                                 | -                                                         | Top Female Vocalist             |
| 2005                            | -                                 | I May Hate Myself in the Morning                          | Song of the Year                |
| 2005                            | -                                 | I May Hate Myself in the Morning                          | Single Record of the Year       |
| 2006                            | -                                 | -                                                         | Top Female Vocalist             |
| 2006                            | There's More Where That Came From | -                                                         | Album of the Year               |
| 2006                            | -                                 | I May Hate Myself in the Morning (regisseur: Trey Fanjoy) | Video of the Year               |

| American Music Awards | American Music Awards | American Music Awards | American Music Awards          |
| --------------------- | --------------------- | --------------------- | ------------------------------ |
| Jaar                  | Album                 | Lied                  | Categorie                      |
| 1998                  | -                     | -                     | Favorite Country New Artist    |
| 2003                  | -                     | -                     | Favorite Country Female Artist |

| Country Music Association Awards | Country Music Association Awards  | Country Music Association Awards          | Country Music Association Awards |
| -------------------------------- | --------------------------------- | ----------------------------------------- | -------------------------------- |
| Jaar                             | Album                             | Lied                                      | Categorie                        |
| 1997                             | -                                 | -                                         | Horizon Award                    |
| 1998                             | -                                 | -                                         | Horizon Award                    |
| 1998                             | -                                 | -                                         | Female Vocalist of the Year      |
| 2000                             | -                                 | I Hope You Dance                          | Music Video of the Year          |
| 2000                             | I Hope You Dance                  | -                                         | Album of the Year                |
| 2000                             | -                                 | I Hope You Dance (met Sons of the Desert) | Vocal Event of the Year          |
| 2000                             | -                                 | -                                         | Female Vocalist of the Year      |
| 2000                             | -                                 | I Hope You Dance (met Sons of the Desert) | Single of the Year               |
| 2001                             | -                                 | Ashes by Now                              | Music Video of the Year          |
| 2001                             | -                                 | -                                         | Female Vocalist of the Year      |
| 2002                             | -                                 | -                                         | Female Vocalist of the Year      |
| 2002                             | -                                 | Mendocino County Line (met Willie Nelson) | Vocal Event of the Year          |
| 2005                             | -                                 | I May Hate Myself in the Morning          | Muisic Video of the Year         |
| 2005                             | -                                 | -                                         | Female Vocalist of the Year      |
| 2005                             | -                                 | I'll Never Be Free (met Willie Nelson)    | Musical Event of the Year        |
| 2005                             | -                                 | I May Hate Myself in the Morning          | Single of the Year               |
| 2005                             | There's More Where That Came From | -                                         | Album of the Year                |
| 2005                             | -                                 | Good News Bad News (met George Strait)    | Musical Event of the Year        |

| Grammy Awards | Grammy Awards | Grammy Awards                             | Grammy Awards                          |
| ------------- | ------------- | ----------------------------------------- | -------------------------------------- |
| Jaar          | Album         | Lied                                      | Categorie                              |
| 1999          | -             | A Little Pat Little Rock                  | Best Country Vocal Peformance - Female |
| 2001          | -             | I Hope You Dance                          | Best Country Vocal Peformance - Female |
| 2001          | -             | I Hope You Dance                          | Best Country Album                     |
| 2003          | -             | Something Worth Leaving Behind            | Best Country Vocal Peformance - Female |
| 2003          | -             | Mendocino County Line (met Willie Nelson) | Best Country Collaboration with Vocals |
| 2006          | -             | I May Hate Myself in the Morning          | Best Country Vocal Peformance - Female |

- Bibsys: 12006252
- Bibliothèque nationale de France: cb142399308 (data)
- Gemeinsame Normdatei: 135057396
- International Standard Name Identifier: 0000 0000 7840 9341
- Library of Congress Control Number: no98112274
- MusicBrainz: 16c5bb7a-35b7-418d-880e-7ed3399f1b40
- Nationale Bibliotheek van Tsjechië: xx0032544
- Réseau des bibliothèques de Suisse occidentale: 02-A009321591
- Système universitaire de documentation: 181717409
- Virtual International Authority File: 66678053
- WorldCat: E39PBJmDp6gVTDPbpJGdfr8grq